# Jean-Joseph Bernachon
Jean-Joseph Bernachon est un homme politique français né le 13 décembre 1876 à Urbise (Loire) et mort le 5 novembre 1933 à Paris.

## Biographie
Sculpteur-marbrier, il est également propriétaire et exploitant agricole. Conseiller municipal de La Pacaudière puis maire en 1919, il est conseiller d'arrondissement en 1912 et président du conseil d'arrondissement en 1919. Il est député de la Loire de 1924 à 1928, inscrit au groupe radical.

## Sources
- « Jean-Joseph Bernachon », dans le Dictionnaire des parlementaires français (1889-1940), sous la direction de Jean Jolly, PUF, 1960 [détail de l’édition]